# Campylaspis maculinodulosa
Campylaspis maculinodulosa is een zeekommasoort uit de familie van de Nannastacidae. De wetenschappelijke naam van de soort is voor het eerst geldig gepubliceerd in 1996 door Watlin & McCann.